# Liolaemus somuncurae
Liolaemus somuncurae este o specie de șopârle din genul Liolaemus, familia Tropiduridae, descrisă de José Miguel Cei și Scolaro 1981. Conform Catalogue of Life specia Liolaemus somuncurae nu are subspecii cunoscute.